# عمر درسی
عمر درسی (به انگلیسی: Omar Dorsey) (زاده ۲۲ دسامبر ۱۹۷۵) بازیگر آمریکایی است.
از فیلم‌های معروف او می‌توان به بازی در فیلم برپایی، جنگوی زنجیرگسسته و قانون جنگل اشاره کرد.